# Estadio Héroes y Mártires
El estadio «Rigoberto López Pérez» es un estadio multiuso ubicado en la ciudad nicaragüense de León. Es utilizado principalmente para la práctica de béisbol siendo la sede del equipo local Leones de León y su mantenimiento está a cargo del gobierno municipal de esa localidad. Tiene una capacidad para 7.200 espectadores aproximadamente y es el segundo más grande del país.
- Datos: Q5411088